# Regenbogenfabrik

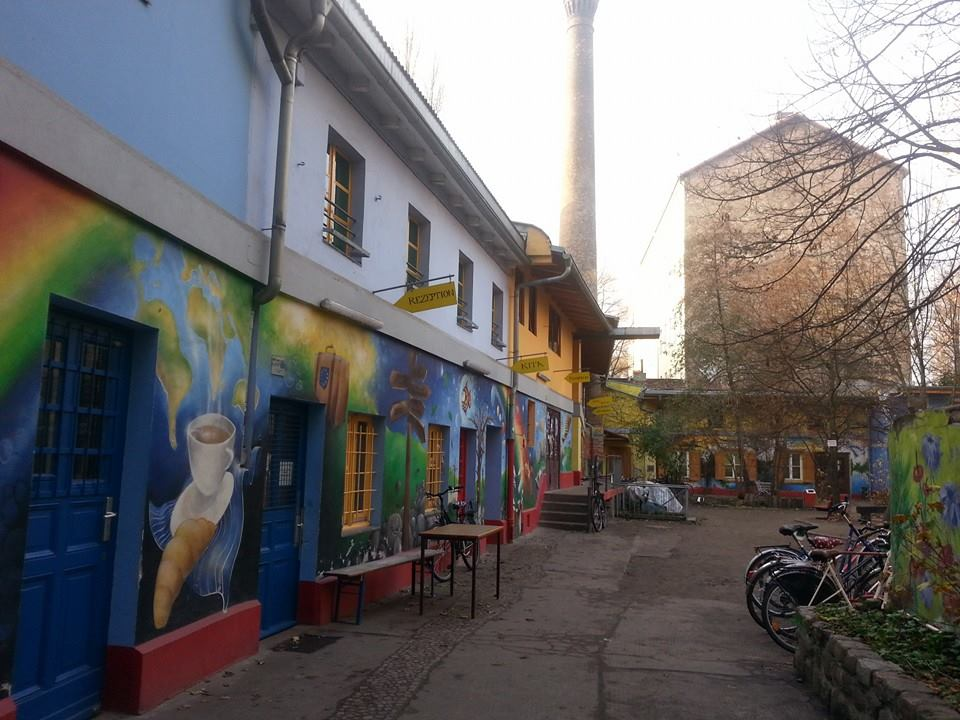
Zugang zur Regenbogenfabrik

Die Regenbogenfabrik Berlin ist ein am 14. März 1981 gegründetes Alternativprojekt der Hausbesetzer der 1980er Jahre in Berlin-Kreuzberg und begann als Zusammenschluss verschiedener Projektgruppen und Werkstätten. Nach der Legalisierung der Besetzung etablierte sich die Regenbogenfabrik als Kinder-, Kultur- und Nachbarschaftszentrum sowie als Hostel.

## Lage und Struktur
Die Regenbogenfabrik befindet sich im Hof der Lausitzer Straße 22, nahe des Görlitzer Parks, im östlichen Teil des Stadtbezirks Kreuzberg im Bereich SO 36, zwischen der Wiener Straße im Norden und dem Landwehrkanal im Süden.
Gelände und Gebäude umfassen ca. 1.300 m² Nutzfläche und 900 m² Freifläche. Der Wohnbereich im Nebenhaus Lausitzer Straße 23 wird als Genossenschaft verwaltet. Die Fabrik ist als Verein organisiert. 2012 wurde das Gebäude an ein Familienunternehmen verkauft, dieses bot das Haus zum Kauf an. Die SelbstBau e.G. erwarb in Kooperation mit der Stiftung trias Grund und Boden und schloss einen Erbbaurechtsvertrag. Auf den vier Etagen leben 35 Menschen.
Seit 2012 besteht ein 30-jähriger Erbbaurechtsvertrag zwischen der Regenbogenfabrik und dem Bezirk Kreuzberg. Der Berliner Senat hatte das Gelände gekauft und dem Bezirk übergeben.

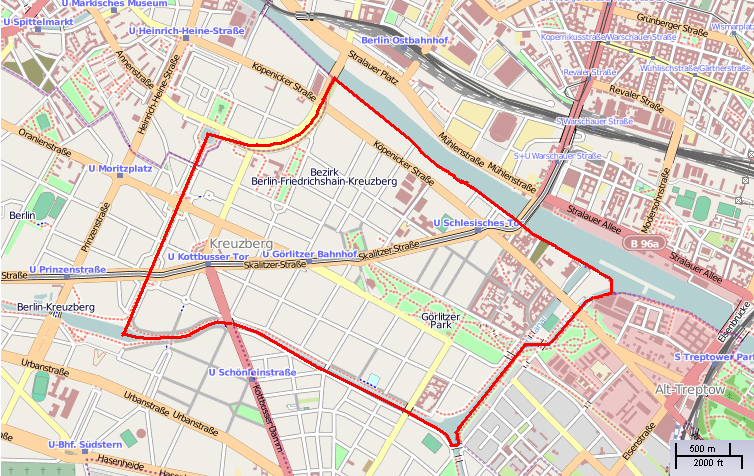
Innerhalb der roten Umrandung bietet die Grünfläche des Görlitzer Parks den Anhaltspunkt zur Lagebeschreibung

## Einrichtungen

### Die Besetzergruppe
In den Anfangsjahren bis zur Legalisierung stand der alltägliche Kampf um den Erhalt und die Sicherung des Projektes im Vordergrund. Die Gruppe der Besetzer sah sich als Teil der Berliner Hausbesetzerbewegung und engagierte sich im Besetzerrat, in Arbeitsgruppen im ‚Kiez‘ der Reichenberger Straße und nahm an bezirksübergreifenden Veranstaltungen und Demonstrationen teil. Den Umständen gemäß hatten anfangs pragmatische Arbeitsgruppen große Bedeutung – etwa der „Bautrupp“ oder diejenigen Aktiven, die sich mit den zahlreichen Kindern aus der Nachbarschaft beschäftigten sowie einen Kinderhort organisierten oder sich je nach Erfordernissen zusammenfanden, z. B. um Verhandlung mit Institutionen und Behörden zu bewältigen oder Öffentlichkeitsarbeit durchzuführen. Im Laufe der Zeit entstanden aus den provisorischen Gruppen feste ‚Einrichtungen‘ mit Fahrradwerkstatt, Tischlerei, Kino, Küche & Kantine, Kinderhort und schließlich auch dem Hostel. Schon nach der Legalisierung war eine Situation geschaffen, die ein langfristiges Lebens- und Arbeitskonzept mit der entsprechenden Ausdifferenzierung erlaubte.
Der Zeitstimmung gemäß wurden egalitäre Prinzipien umgesetzt: „Unsere Entscheidungs- und Führungsstruktur ist basisdemokratisch: Jedes Mitglied hat das gleiche Mitspracherecht, entschieden wird nach dem ‚Konsensprinzip‘, d. h. es gibt keine Mehrheitsentscheidungen, vielmehr wird so lange diskutiert, bis eine gemeinsame Basis gefunden ist. Dies bedeutet zwar auch ständige Kompromisse, ist aber letztendlich tragfähiger.“

### Projektbereiche und Gruppen
Neben den von eigenen Gruppen genutzten Räumlichkeiten wird anfragenden Initiativen Raum und Unterstützung für Treffen oder Veranstaltungen geboten.
Zeitumstände
Der Aufbau der Projektbereiche in der Regenbogenfabrik stand im Zusammenhang mit der „Gründerwelle“ der Alternativbewegung, die sich bewusst in den Gegensatz zur Entwicklung von Gesellschaft und Wirtschaft der damaligen Bundesrepublik Deutschland und West-Berlins stellte. Die Gründungen der Jugendgeneration nach den 68ern war Ausdruck eines Selbstverständnisses, das weder eine Eingliederung in den allgemeinen, als profitorientiert und fremdbestimmt empfundenen Arbeitsprozess wollte, noch den „Marsch durch die Institutionen“, wie ihn die Vorgängergeneration um Rudi Dutschke und Joschka Fischer plante. Sie beabsichtigte die Eigeninitiative und die damit mögliche Selbstbestimmung in Arbeit und Leben als eine Entwicklung von Alternativen zum gesellschaftlichen Prozess. Die Gründerwelle der so auch als „Alternativbewegung“ bezeichneten Jugendgeneration begann in ihren Lebens- und Arbeitsbereichen ab Mitte der 1970er-Jahre und setzte sich auch in den 1980er Jahren konsequent fort. Die Regenbogenfabrik stand in dieser neuen Tradition und hatte aufgrund ihrer räumlichen Basis in den Gewerbegebäuden geeignete Voraussetzungen für eine Vielfalt von Arbeitsfeldern.
Geschätzt wurde „die Gesamtheit aller selbstorganisierten Projekte sowie autonomen Arbeitskollektive und Kleinbetriebe [bereits 1980 in Westdeutschland und Berlin] auf etwa 11.500, die von etwa 80.000 Personen betrieben wurden. […] Insgesamt sollen sich sogar 300.000 bis 400.000 Menschen im weiteren Umfeld dieser Projekte engagiert haben.“
Holzwerkstatt
„Die Werkstatt wurde als Selbsthilfe-Projekt schon unmittelbar nach der Besetzung im Zusammenhang mit dem ‚Bautrupp‘ eingerichtet, als die Reparatur der Gebäude und Anlagen eine der dringlichsten Aufgaben war. Ein Neuanfang war 1988 erfolgt, als nach Auflösung der Improvisationsphase eine Tischlerinnen-Gruppe entstand. Die Gruppe arbeitet eigenständig, doch blieb sie Teil der Fabrik und auch zuständig für Ausbauarbeiten und Reparaturen. Zum Beispiel wurde für die Kantine Schränke, der Tresen, Treppenstufen und der Unterbau hergestellt. Bei konkreten Projekten arbeiten wir mit den Jungs von der Bautruppe eng zusammen.“ (Festschrift zur Tischlerei – Die Tischlerinnen, S. 46 f.)

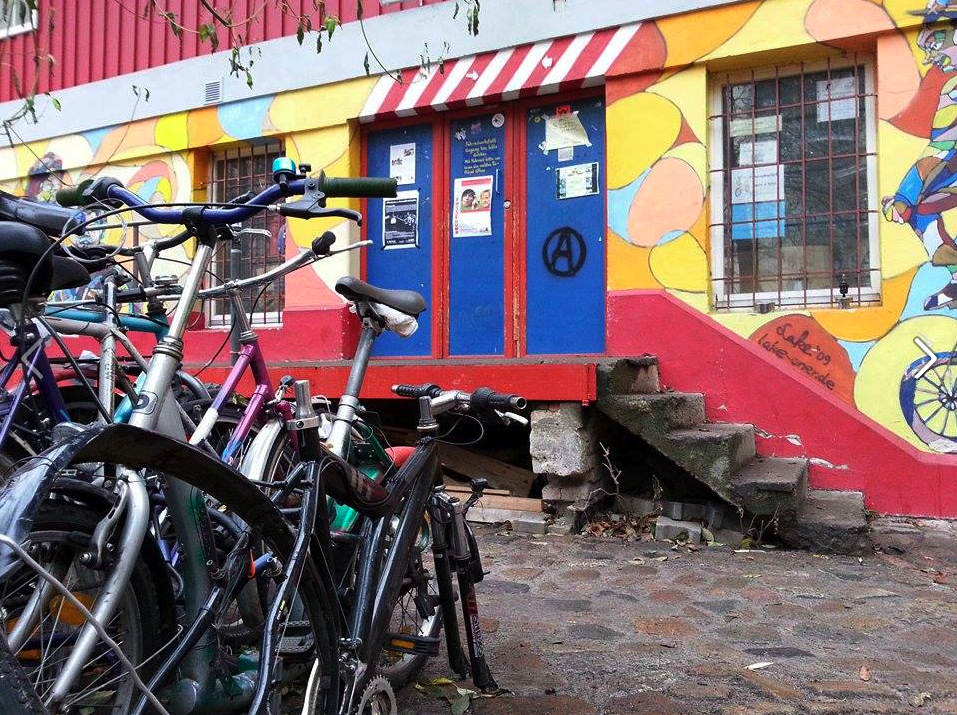
Fahrradwerkstatt
Die zunächst als ‚Szene-Kollektiv‘ entstandene Handwerkergruppe brachte sich 1982 mit einem außergewöhnlichen Erfolg als Fahrradwerkstatt ins Berliner Stadtgespräch: Der Berliner Senat verkaufte auf Sammelbestellung originalverpackte, doch noch nicht zusammengesetzte Fahrräder, die vor zwanzig Jahren für Krisenzeiten eingelagert worden waren, für 150 DM pro Stück. Der Verein SO 36 orderte nach einer Umfrage 1.250 Räder, „man tat sich mit den Besetzern aus der Lausitzer Straße zusammen […] und damit war (… die Regenbogenfabrik) der größte Fahrradumschlagplatz Berlins geworden.“ Für weitere 10 DM wurden die Räder fachmännisch zusammengebaut und die Aktion am 17. und 18. März 1982 geriet zum Volksfest.
Die Werkstatt hat inzwischen nach Ausstattung und Werkzeug einen Standard erreicht, der professionellen Werkstätten in nichts nachsteht. Angeboten werden Kurse zur Fahrradtechnik, Hilfe bei Eigenarbeit und der Verleih von Fahrrädern.
Küche & Kantine
Da die ehemalige Fabrik eine Einrichtung zur Versorgung der Arbeiter und Arbeiterinnen besaß, bot sich deren Fortführung anfangs auch zur Selbstversorgung der zunächst illegalen Besetzer an. Dabei gab es auch schon früh die Idee zu einer „Kiezküche“, um dem auch verarmten Bewohnerumfeld eine preiswerte und qualitätsbewusste Beköstigung anzubieten. Dieser Umstand war rasch den Behörden einsichtig und so „wurden die Stellen über ABM, SAM und Sozialamt gefördert. Dazu kamen Ersatzdienstleistende und PraktikantInnen. Der Personalwechsel war rasant. […] Auf diese Weise änderte die Küche ständig ihr Gesicht. Es gab polnische, arabische, türkische, schweizerische, deutsche und afrikanische KöchInnen.“ Zuerst standen Tische und Bänke für die Gäste im Hof, im Winter musste improvisiert werden. Zur Küche wurde im Mai 2000 die Kantine im Erdgeschoss des ‚Neubaus‘ eröffnet. Sie kocht heute auch für Kitas, liefert mit E-Bike und bietet im Sommer einen Mittagstisch im grünen Innenhof an.
Kinderhort und Spielplatz

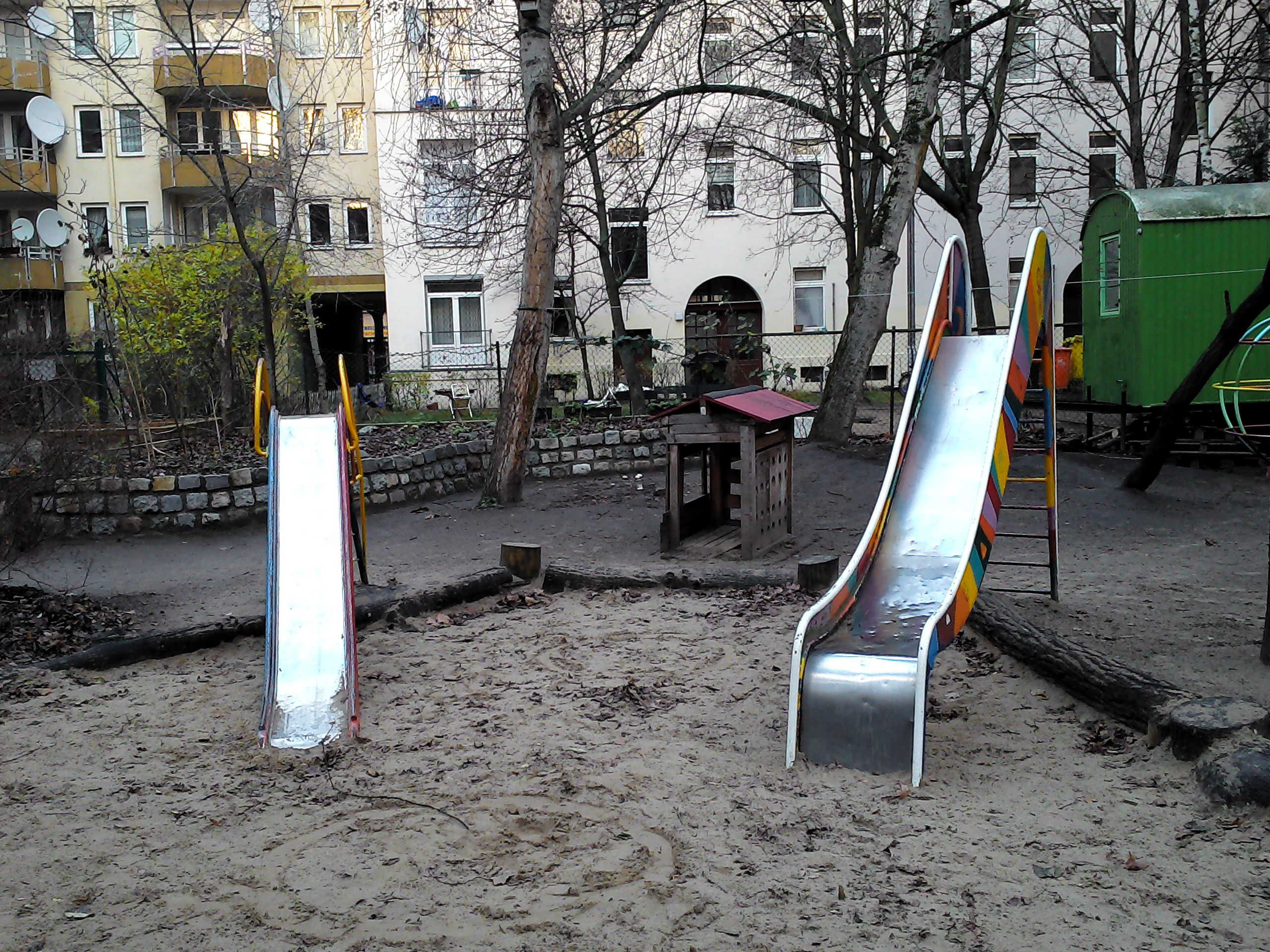
Im Winter herrscht Ruhe

„Noch bevor es die Regenbogenfabrik gab, war das Gelände für uns Kinder damals Abenteuerspielplatz. […] Erst nach uns kamen die Hausbesetzer in das Hinterhaus der Fabrik. Da es um unsern Spielplatz ging, mussten wir es verteidigen. Man arrangierte sich schnell. […] Wir konnten einen Raum haben, wenn wir ihn vom Müll leer räumen würden. […] Wir haben nach kurzer Zeit selbst die Verantwortung für unsere Gruppe erhalten. […] In der Zeit der Lehrjahre haben sich die Leute von der Fabrik intensiv um uns gekümmert, Lehrstellen gefunden, betreut, Nachhilfe gegeben und moralisch unterstützt. […] Wir wurden vollständige Mitglieder der Regenbogenfabrik.“
Nach fast 40 Jahren der Kinderbetreuung in einer geförderten Großgruppe gibt es heute bedarfsgemäß noch eine Gruppe für Kinder unter zwei Jahren und nach Eigenangaben noch eine zweite Gruppe.
„Vielleicht war es oft auch die Verantwortung für die Kinder und die Idee, für sie und mit ihnen eine andere Lebensperspektive zu entwickeln, die die RegenböglerInnen, trotz aller Widrigkeiten, nie aufgeben ließ ...“
Kino

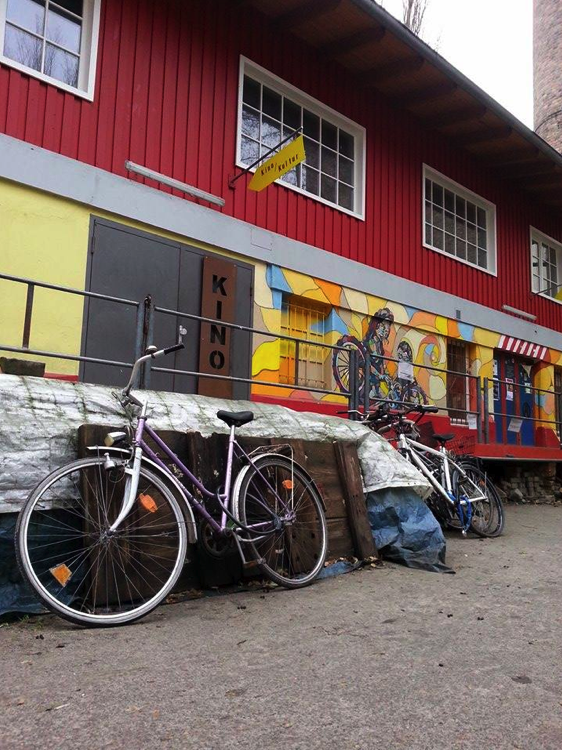
Das Kino im Obergeschoss

In der Gründungszeit zählte das Regenbogenkino zu den seltenen Spielstellen in Kreuzberg SO 36. Das Programm bestand anfangs meist aus Produktionen unabhängiger Filmemacher und ihren aktuellen Werken zum Umweltschutz, dem Kampf gegen Atomkraftwerke, zur 68er-Bewegung oder den Hausbesetzungen. Eine „rotierende Kinogruppe“ sorgte für Abwechslung – nach der Anfangszeit verfestigte sich das ehrenamtlich arbeitende Kinoteam.
Mit der Zeit hielt auch das klassische Kino Einzug in die Programmplanung, dazu Filme für Kinder sowie deutsche und internationale Produktionen, die nicht Eingang in die großen Vertriebswege fanden und finden. Das Kino besitzt 35-mm-Projektoren, einen 16-mm- und einen Super8-Projektor. Der Kinosaal wird auch für Versammlungen, Feiern, Musikveranstaltungen, Lesungen und Proben genutzt.
Das Kino erhielt 2004 von der Beauftragten der Bundesregierung für Kultur und Medien, Christina Weiss, die Auszeichnung „für ein hervorragendes Filmprogramm“.
Café
Das Tagescafé verband von Beginn an die Mitglieder des Projekts mit der unmittelbaren ‚Außenwelt‘ der Umwohner und Passanten, dem öffentlichen Raum der Lausitzer Straße.
Gegründet wurde das Café 1982, „als es mit Vogel & Braun (den Eigentümern des Geländes) hart auf hart ging.“ Es herrschte Gesprächs- und Versammlungsbedarf und auch Nachbarn und Interessenten fanden ungezwungen Anschluss und Informationen. „Und die Einigung zwischen Vogel & Braun und den Besetzern, die eine Eskalation und Räumung verhinderte, wurde hier von Vogel, Werner Orlowsky (Baustadtrat), den Besetzern, SHIK (Verein ‚Selbstverwaltete Häuser in Kreuzberg‘) und Senatsvertretern begossen.“ 2010 wurde das Café neu eröffnet. Es ist auch Anlaufstelle für Berlin-Touristen und andere Besucher, die dort oder im benachbarten Informationen zum Hostel und den Fabrikaktivitäten erhalten können.
2020 musste die erste Café-Gruppe aufgeben, das Geschäftsmodell hatte auf Dauer die Finanzierung der Menschen, die dort arbeiteten, nicht abgesichert. Nach aktuellen Angaben Ende 2022 ist das Café als selbstverwaltetes Projekt wieder eröffnet.
Infobüro
Das Infobüro befindet sich im benachbarten Haus Lausitzer Straße 22 a, dessen Hinterhaus ebenfalls zur Regenbogenfabrik zählt und Wohnbereich der Mitarbeiter ist.

### Hostel und Rezeption

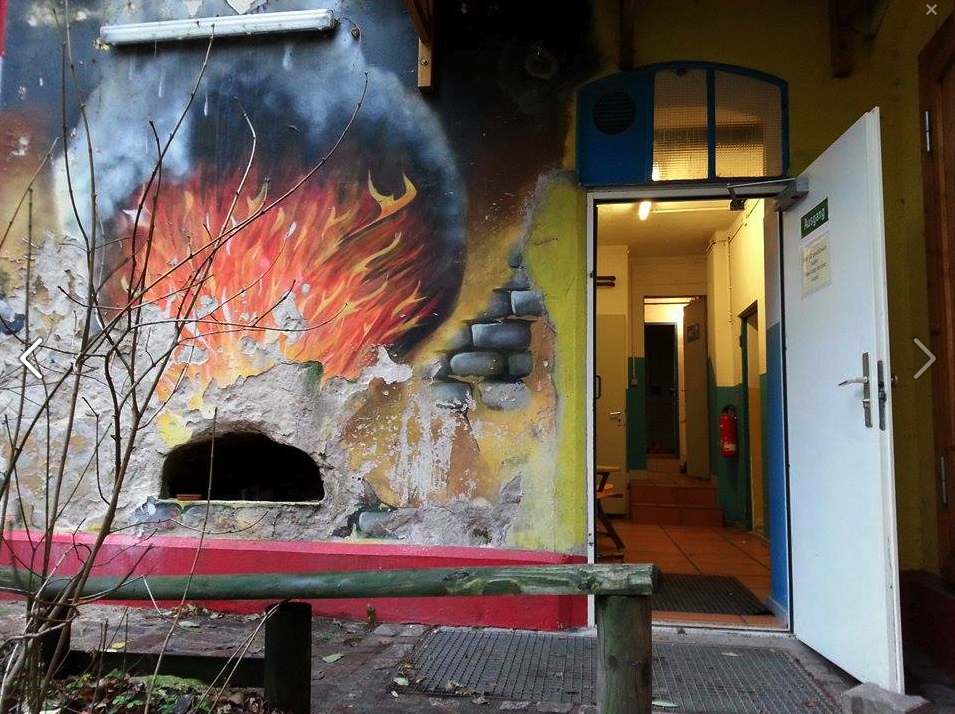
Zugang zu den Aufenthaltsräumen neben der ehemaligen Feuerstelle

Das Hostel wurde 1997 auf Initiative zweier ‚Fabrikanten‘ mit 18 Betten als „Sleep Inn“ eröffnet. Die Gäste stellten sich oft „als äußerst eigenwillig und kompliziert“ heraus, die Ansprüche an deren ‚Selbstorganisation‘ waren auf Dauer mühsam. „Seit 2000 ‚schmiss‘ Nazmiye den Gästebereich und war von da an die ‚Gute Seele‘ des Ganzen.“ Dazu kam 2000 durch die Fertigstellung des ‚Neubaus‘ die Erweiterung auf 34 Betten. 2002 wurde eine Rezeption für das Hostel eingerichtet.

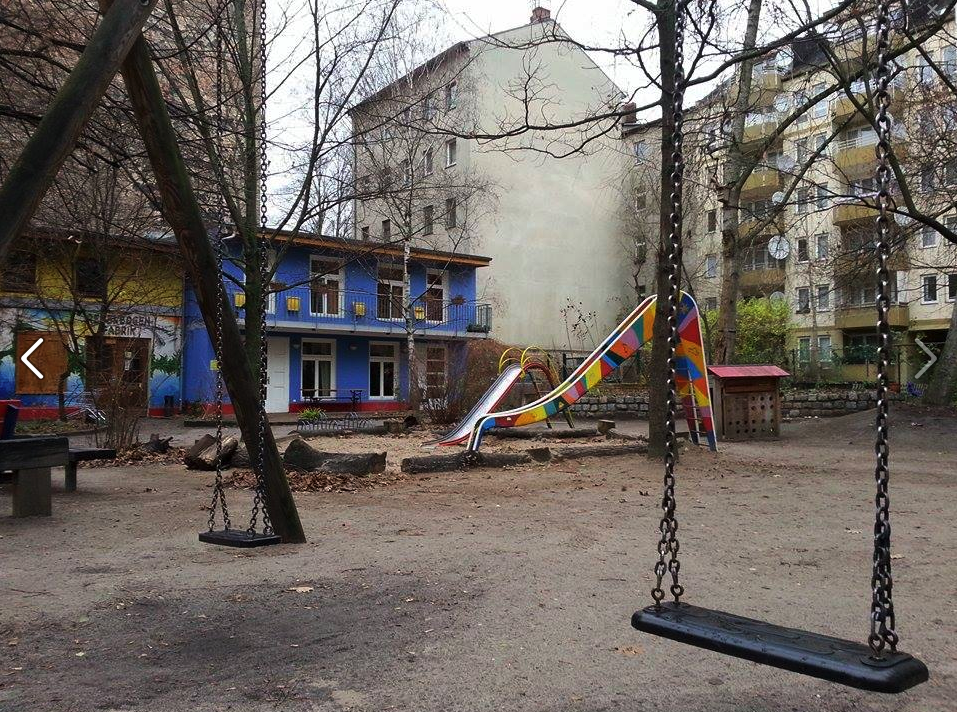
Neubau mit Hostel, oben und Kantine

Die Beherbergungseinrichtung mit Rezeption bietet heute 36 Schlafplätze in Einzel- und Mehrbettzimmern an und ist bei jugendlichen Besuchern aus aller Welt beliebt. Aus allen Altersgruppen kommen Besucher ins Quartier, auch Familien, die sinnvoll unterkommen wollen sowie Seminargruppen, die tagen und übernachten. Hostel und Kinderhort werden von Frauengruppen der Regenbogenfabrik betrieben. Das Hostel bildet mit der Nachbarschaftsküche den Rückhalt zur Finanzierung des Projekts.

## Betriebsstruktur
Geprägt wurde und wird die Organisations- und Arbeitsweise in der Regenbogenfabrik von den ideellen und praktischen Vorstellungen, die sich in der Jugendgeneration nach der 1968er-Bewegung – mit dem Aufbruch in den Jahren des Unistreiks 1976/77 und dem Treffen in Tunix – entwickelt hatte.
Arbeitsorganisation
Es gilt, dass „jede Arbeit – unabhängig von Tätigkeit und Ausbildung – gleich viel wert ist und entsprechend entlohnt wird. Ziel ist es, je nach individuellen Fähigkeiten sowie Möglichkeit und Erfordernissen im Projekt, sinnvolle, selbstbestimmte Arbeitsplätze zu schaffen, in denen sich Jede/r selbst verwirklichen kann und gleichzeitig zur Idee und Qualität des Gesamtprojektes beiträgt.“
Die Beteiligten richten nach jeweiligen Arbeitsbereichen ein regelmäßiges (meist wöchentliches) Plenum ein, in dem die Erfordernisse des Projektes mit dem Selbstbestimmungswillen der Einzelnen ‚abgeglichen‘ werden kann. Diese Plena schicken Vertreter in das monatliche Projektplenum. Jeder Arbeitsbereich hat auch einen Platz in der Geschäftsführungs-AG. Die entsprechenden Arbeiten führt eine Büro-Gruppe aus.

### Finanzierung
In der Aufbauphase beginnend als „Selbsthilfeprojekt“ – getragen von ehrenamtlicher Arbeit – wurde die Regenbogenfabrik durch Kompetenz und fachlicher Differenzierung zum sozialen Projekt, d. h., seine Wirkungsweise bezieht sich auf das Wohl der Allgemeinheit: Dies meint, im lokalen Bereich direkt auf die städtische Nachbarschaft und im regionalen Umfeld auf Kooperationen mit ähnlich orientierten Organisationen, in denen jeweilige besondere Kompetenzen gemeinsam zur Wirkung gebracht werden können. Dabei war und ist es nach Auffassung der Aktiven gerechtfertigt, dass ein Teil der Finanzierung – insbesondere ‚bezahlte Stellen‘ – im Rahmen von staatlich geförderten Beschäftigungsmaßnahmen geschaffen werden.
Die Regenbogenfabrik bietet auch Praktikumsstellen an und „Europäische Freiwillige oder TeilnehmerInnen im Freiwilligen Ökologischen Jahr finden hier einen Platz.“

„Inzwischen versuchen wir nach massiven Kürzungen in diesem Bereich und schwierigen Rahmenbedingungen, die immer weniger mit unseren Prinzipien zu vereinbaren waren, vorwiegend mit der Umsetzung von Angeboten im Rahmen einer ‚Solidarischen Ökonomie‘ unsere Ziele und damit auch langfristige, sinnvolle Arbeitsplätze zu verwirklichen und zu sichern. […] Organisatorisch wurden somit im Januar 2012 das Hostel und die Kantine als Wirtschaftsbereich ausgelagert und werden nun jeweils als Unternehmergesellschaft (Regenbogen-UG) betrieben, da der diesbezügliche bisherige gemeinnützige Beschäftigungsbereich aus genannten Gründen nicht mehr aufrecht erhalten werden konnte.“

### Solidarische Ökonomie
Das Konzept der „Solidarischen Ökonomie“ legt neben dem Wert auf qualitative und sinnvolle Produkte sowie faire Arbeitsbedingungen die Betonung auf die Verteilung des gemeinsam erwirtschafteten Gewinns. Der Profit darf nicht privatisiert werden, sondern wird innerhalb des Projekts vergesellschaftet. Der Wert eines Arbeitsbereiches wird nicht über seinen finanziellen Ertrag bestimmt, sondern am Nutzen für das Projekt im Rahmen eines Ensembles von Tätigkeiten bemessen und somit an Kriterien für eine humane und gerechte Gesellschaft. ‚Marktgemäße‘, ertragreiche Sparten tragen Bereiche mit, die sich nach Auffassung der Solidarischen Ökonomie nicht kommerzialisieren lassen, z. B. Kinderbetreuung oder Angebote für einkommensschwache Menschen. Das auf Freiheit, Gleichberechtigung und entsprechenden Werten beruhende ‚funktionierende Ganze‘ ist das Ziel, dem die Wirtschaftsweise zu dienen hat.
Solidarische Ökonomie gilt als Konzept, das sich nicht nur zur Regelung interner Verhältnisse einer ökonomischen Einheit realisieren lässt, sondern zunehmend auch mit anderen Einheiten – etwa durch einen Austausch jeweils spezifischer Leistungen. Es gibt nicht den Anspruch, ‚Geld abzuschaffen‘, sondern es als Tauschmittel zu nutzen.
Solidarisches Handeln
Der Verzicht auf Besonderheit, persönlichen Reichtum und darauf beruhender Macht und entsprechenden (Selbst-)Zwängen bietet Ansatzpunkte, die gesellschaftlich kaum erprobt wurden und werden und somit nur in seltenen Zeiten und in mutigen Einzelfällen zu anderen Erfahrungen führen. Trotz aller Widersprüchlichkeiten und (persönlichen) Problemen scheint es dabei zu einem kompensatorischen Dasein zu kommen, das die Betroffenen ihre Entscheidung selten bereuen lässt:

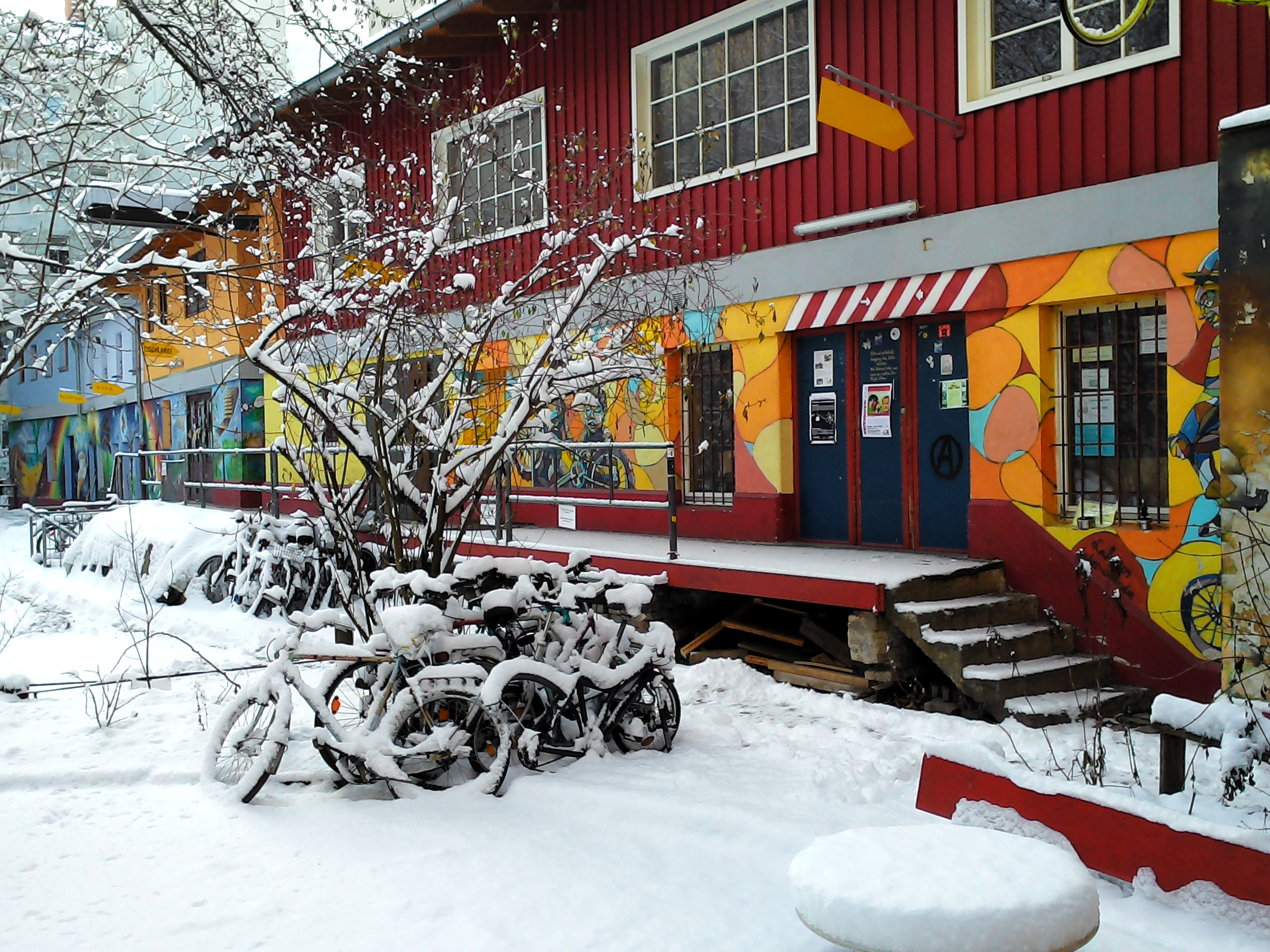
Die Fabrik, Winter 2015

„Die Regenbogenfabrik ist ein sehr interessantes Beispiel für gesellschaftliches und für solidarisches Handeln und Beispiel für ein einfaches und aktives Leben unter gleichgesinnten Freunden. Wer in die Regenbogenfabrik eintritt, lässt die schreckliche Welt der Konkurrenz und die Jagd nach immer größeren Statussymbolen oder dem allerneusten Spielzeug hinter sich […] ein echtes ‚Sesam öffne dich‘ Kreuzbergs, das die heutige ‚zivilisierte Gesellschaft‘ am liebsten in den Abfall werfen würde.“ (Ewa Ziólkowska und Piotr Kawiorski, Polen, Festschrift, S. 25.)
„Das Leben in der Gemeinschaft war oft schwierig. Äußere und innere Feinde waren zu bekämpfen; es flossen Tränen und einige MitstreiterInnen und Prinzipien sind auf der Strecke geblieben. Unter dem Motto ‚Zusammen wohnen, leben und arbeiten‘ wurde eine Gratwanderung zwischen Glück und völligem Genervtsein gewagt, was mitunter ernüchterte. Dennoch wurde nie aufgegeben […] schließlich gab es was zu verteidigen, was in dieser Form einmalig ist: ein (gallisches) Dorf mitten im Kapitalismus, Basisdemokratie ohne Oben und Unten, die Gleichwertigkeit aller Arbeit von der Putze bis zur Verwaltung.“ Zwei Besucher aus Neuseeland: „Die Regenbogenfabrik ist eine visionäre Einrichtung, die von wunderbaren Menschen betrieben wird und Lukasz und ich wünschen ihr für die nächsten 25 nur das Beste.“

## Geschichte

### Die ehemalige Fabrik

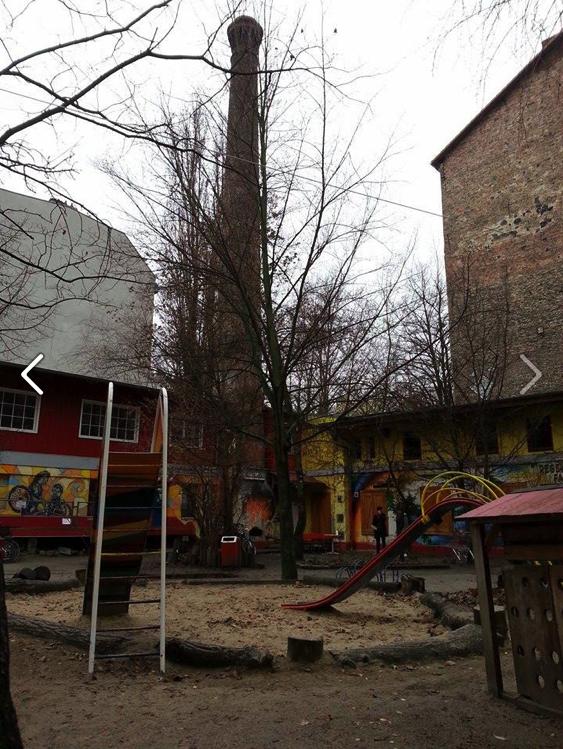
Schornstein des Dampfsägewerks

Das Gebäudeensemble der Fabrik entstand in der Gründerzeit, Ende des 19. Jahrhunderts. Es gilt als Beispiel frühindustrieller Produktionsstätten und steht heute unter Denkmalschutz. In dem Dampfsägewerk wurde zunächst Holz verarbeitet, später Leime, Lacke und andere Produkte aus Chemikalien produziert. Der Schornstein gehörte zur Kohlebefeuerung, die über eine Dampfmaschine mit Treibriemen die Sägen in Gang hielt. Der benachbarte Landwehrkanal war die wichtigste Verkehrsader, über die Holz und Kohle für die Fabrik und andere Baumaterialien transportiert wurden.
Besitzverhältnisse vor der Besetzung
Eigentümerin des Geländes war die Firma „Wohnbau Design“ der Immobilienhändler Vogel & Braun, die die Innenhof-Bereiche der Reichenberger / Ecke Lausitzer Straße mit Neubauten belegen wollte. „Rund 100 Häuser gehören dem Vogel & Braun Trust [1983] allein im Bezirk (SO 36).“ Mit der Wohnbau Design verschachtelt sind weitere 120 Firmen. Insgesamt ging es in diesem Bereich um öffentliche Gelder in dreistelliger Millionenhöhe – allein im Block 109, dem Bereich der Regenbogenfabrik, wären bei der Umsetzung der Pläne von Vogel & Braun „mindestens 60 Millionen Mark Subventionen fällig gewesen.“

### Besetzung
Nach der Besetzung am 14. März 1981 wurde über interne Informationskanäle und ‚Mundpropaganda‘ eine große Zahl von Unterstützern mobilisiert, um in der ersten Nacht einen unmittelbar möglichen Polizeieinsatz zur Räumung möglichst zu erschweren. Nach der so genannten Berliner Linie des Berliner Senats wäre es möglich gewesen, das Gelände binnen 24 Stunden ohne weitere Formalien zu räumen. Diese Frist verstrich jedoch ungenutzt. So verlief die erste Zeit ohne Konflikte und die Rechtslage um die in den Augen der Eigentümer auch wertlose Anlage begünstigte die Besetzer, die sofort mit Aufräumungsarbeiten begannen. Der desolate Zustand der Fabrik ließ keine Wohnmöglichkeit zu und so wurden auch Wohnungen im teilentmieteten Vorderhaus der Nr. 22 und das leerstehende Hinterhaus der Lausitzer Straße 23 zu diesem Zweck besetzt. Die Gruppe der Besetzer zählte etwa 50–60 Personen.
Praktisch – Instandbesetzung
Es wurde von einer Gruppierung besetzt, die aus dem Umfeld der Bürgerinitiative BI 36 und der Monatszeitschrift Südost-Express, der „Kreuzberger Lokalzeitung von Bürgern aus SO36“, stammte. Hinzu kamen Wohnungs- und Arbeitssuchende und Menschen mit ‚Projektideen‘. Die Besetzung des Objektes war kurzfristig geplant worden und erfolgte für Behörden und Polizei überraschend. Unmittelbar wurde mit der Entrümpelung der Gebäude begonnen und mit Reparaturen die Instandbesetzung. Ein erfolgreicher Kontakt zur Nachbarschaft wurde am 25. April mittels eines Kinderfestes geknüpft und ein „Sommerfest der Mieter und Besetzer des Block 109“ am 27. Juni 1981 mit ca. 500 Besuchern vertiefte die Bekanntschaft im Quartier.

### 1980er Jahre
Am 15. Juni 1981 übernahm das Stadtteilzentrum Kreuzberg eine Patenschaft für die besetzten Häuser Lausitzer Straße 22 und 23 (HH). Diese wollten ein Kiezbündnis mit mehr Patenschaften aufbauen. Der Asta der Freien Universität Berlin (FU) und die benachbarte Ölberg-Gemeinde schlossen sich der Patenschaft an.
Ein Brandanschlag im September 1981 führte zu einem erheblichen Schaden, der bis zum Januar 1982 wieder beseitigt werden konnte.
Am 15. Februar 1982 fand im neu eingerichteten Gemeinschaftsraum (heute Kinosaal) ein Gespräch zwischen Besetzern und einem Kreuzberger Bezirkssonderausschuss mit Politikern aller Parteien statt, in dessen Folge es zu einer gemeinsamen Stellungnahme von SPD, CDU und Alternativer Liste im Sinne der Besetzer kam. Begünstigt wurde diese moderate Entwicklung auch vom Einlenken der Eigentümer Vogel & Braun, denen eine Durchsetzung ihrer Neubau-Pläne an dieser Stelle zunehmend problembeladen erschien und die sich im Tausch gegen ein anderes Grundstück kompromissbereit gaben.
Ein wichtiger Schritt auf dem Weg zur Stabilisierung des Projektes war die Bürgerversammlung am 4. März 1982 in der Ölberg-Gemeinde, in der die Regenbogenfabrik ihr Konzept vorstellte. Es handelte sich um eine Befragung der Anwohner, auf die das Bezirksamt sein weiteres Vorgehen stützen wollte. Neben den Nutzergruppen der Fabrik erläuterten auch Vertreter der Internationalen Bauausstellung (IBA) verschiedene Aspekte, die sich auf die Bau- und Stadtplanung bezogen. Die Pläne und Vorhaben trafen bei den Anwesenden mit Ausnahme von CDU-Vertretern auf positive Resonanz: Der Beschluss der Versammlung war eindeutig: Alle stimmten für die Weiterführung des Regenbogen-Konzeptes und für die Übernahme des Grundstücks (durch Tausch mit den Eigentümern) durch den Bezirk, der es mit eigenen Planungen im Jugend- und Freizeitbereich verknüpfen wollte.
Im November 1982 begann der Legalisierungsprozess der Regenbogenfabrik (Unterzeichnung am 30. Oktober 1982): „Nach einer Vereinbarung zwischen den Spekulanten Vogel & Braun, Senat, Bezirk, IBA, Besetzern und Verein SO 36 legte Vogel mit der Modernisierung der Lausitzer Straße 22a los. Die Besetzer sind quasi geduldet und die Genossenschaft SHIK (Verein Selbstverwaltete Häuser in Kreuzberg) als Vertragspartner anerkannt.“
Ebenfalls im November 1982 begann der Austausch des chemisch verseuchten Bodens unter Hof und Gebäuden bis in zwei Meter Tiefe und im Frühjahr 1983 wurde das Gelände begrünt.
Im Sommer 1983 kam von den Eigentümern eine Luxusmodernisierung des Vorderhauses der Lausitzer Straße 22 auf den Tisch und damit ging es letztlich auch um das 2. Quergebäude 22a/23, in dem die 35 Besetzer der Fabrik, in der es keine Wohnplätze gab, lebten. Zudem konnten sich die Eigentümer Vogel & Braun und der Bausenat nicht auf ein Ersatzgrundstück für das Gelände der Fabrik einigen. Die Existenz des Projektes drohte wieder auf die ungewisse und langatmige juristische Ebene verschoben zu werden.
„Nach einer Zuspitzung der politischen Situation in Bezug auf die besetzten Häuser haben sich erstens fast alle Hoffnungen auf den alternativen Kiezträger SHIK zerschlagen, zweitens sind die Verhandlungen zwischen Senat, Bezirksamt, IBA, Besetzern und Eigentümern ins Stocken geraten und eine Legalisierung wieder einmal in weite Ferne gerückt und drittens wird das Land Berlin laut Aussagen des Finanzsenators die Regenbogenfabrik auch nach einer Legalisierung weder kaufen noch finanzieren. Das Projekt ist damit alles andere als gesichert und es bleibt offen, im Rahmen der eigenen bescheidenen Möglichkeiten in Selbsthilfe provisorisch weiterzuarbeiten in der, wenn auch nur sehr vagen Hoffnung, auf eine bessere Zukunft.“
Im Februar 1984 unterlagen Vogel & Braun mit ihrer bislang nie aufgegebenen Neubau-Planung auf dem Gelände der Fabrik vor dem Verwaltungsgericht Berlin. Die Besetzer konnten aufatmen: „Damit war der letzte Grund für ihre Räumung endgültig dahin.“ Das schien auch politisch gewollt, denn: „Bausenator Franke im Bethanien zur Regenbogenfabrik: Der Senat hat keinen Hehl daraus gemacht, daß diese Einrichtung eine Chance bekommen soll.“

### Legalisierung 1984
Dennoch gab es noch weitere Monate lang keine Sicherheit, denn die Eigentümer versuchten nun, über hohe Pachtforderungen (anfangs 7000 DM, dann noch 4100 DM monatlich) und vertragliche Hürden (freiwillige Räumung des Wohnquergebäudes) die Besetzer zur Aufgabe zu zwingen, die sich mit knapper Mehrheit zur Vertragsablehnung entschlossen hatten. Diese Situation mobilisierte die ‚Unterstützer-Fraktion‘, die selbst einen CDU-Bundestagsabgeordneten umfasste, so dass die Besetzer auf Grund auch finanzieller Zusagen, kurz vor Fristablauf dennoch den Vertrag unterzeichneten (31. Juli 1983): Ein Kauf des Geländes für 316.000 DM sollte die Pacht ablösen, so dass der Südost-Express die Vorhersage wagte: „Die Bürgen, Kreditgeber, Netzwerk, Privatspender und das Bezirksamt werden wohl dafür sorgen, daß die Regenbogler es schaffen.“
Die Regenbogenfabrik wurde Teil der Legalisierung besetzter Häuser in Berlin, dem politischen Kompromiss zwischen den Hausbesetzern und ihren Unterstützern – etwa den Stadtplanern um Hardt-Waltherr Hämer und Mitarbeitern in zahlreichen Institutionen, Behörden und Parteien – und der Berliner Stadtregierung: Am 17. Oktober 1985 beschloss das Berliner Abgeordnetenhaus, das Grundstück zu erwerben.
In den Folgejahren erklärte sich der Senat bereit, eine laufende Förderung zu übernehmen, „doch der schlechte bauliche Zustand der Räume, das ständige Improvisieren aus Mangel und die fast ausschließlich ehrenamtliche Arbeit zehren an den Kräften der Aktivisten, die zudem die seit Beginn bestehende Unsicherheit über das Weiterbestehen aushalten müssen“, berichtete der Südost-Express Ende 1988. Verschiedene Verträge und Vereinbarungen lagen unterschriftsbereit, doch „der Eigentümer weigerte sich, einen Passus zu unterschreiben, demzufolge keine Altlasten auf dem Grundstück vorhanden seien.“ Zwar war der Boden auf dem Freigelände bis auf zwei Meter Tiefe ausgetauscht worden, doch förderten neue Proben chemische Verunreinigungen unter den Gebäuden zutage. Die Kostenfrage verzögerte nun wieder jede weitere Vereinbarung.

### 1990er Jahre
Die Ankündigung der Senatsverwaltung für Gesundheit und Soziales Anfang Februar 1990, die Zuwendung, mit der die Monatsmiete von mittlerweile 7000 DM fast bestritten werden konnte, alsbald zu beenden, stürzte das Projekt in die nächste Krise:

„Der Sozialsenat kann nur zahlen, wenn der Finanzsenat kauft, der kann nur kaufen, wenn der Umweltsenat für 3-4 Millionen DM den Boden saniert, der kann nur zahlen, wenn der Eigentümer für die Dreckbeseitigung zahlt – oder das Land Berlin. Der Eigentümer denkt nicht im Traum daran, weil er sonst endgültig pleite geht – was der Bausenat nicht will. Das Land Berlin kann und will nicht, weil die Verhandlungen zwischen Bausenat und dem Spekulantenimperium Vogel & Braun um die katastrophale Erblast laufen ...“

Erst nachdem durch die zuständige Umweltsenatsverwaltung der Weg zu einer – zumindest langfristigen – Sanierung des Gebäudes gefunden wurde, konnten die Verhandlungen wieder aufgenommen und […] ein Vertrag mit einer einvernehmlichen Altlastenregelung abgeschlossen werden.

„1992: 11 Jahre und 2 Monate nach der Besetzung: Das Abgeordnetenhaus beschließt den Kauf des Geländes durch das Land Berlin und übergibt das Grundstück an das Bezirksamt. Wir können endlich mietfrei wirtschaften!
1996: Nach vierjähriger Bauphase ist die Sanierung des Hinterhauses beendet. Der Selbsthilfeeinsatz aller Bewohner schafft günstigen Wohnraum für 37 Menschen.
1997: Eröffnung des Hostels: Der Betrieb beginnt mit 18 Betten.“

### 2000er Jahre
2000: Eröffnung der Kantine. Damit kann der Betrieb der Küche ganzjährig durchgeführt werden.
„… das selbstverwaltete Nachbarschaftszentrum ‚Regenbogenfabrik‘ an der Lausitzer Straße [gilt] als etabliert. Die Regenbogenfabrik nahm nun erstmals am Tag des offenen Denkmals teil.“
2006 – Reflexion eines Vierteljahrhunderts:
Das 25-jährige Jubiläum am 14. März 2006 veranlasste die Gruppe der Bewohner und Aktivisten des Projekts zur Herausgabe einer Festschrift mit Beiträgen aus eigenem Hause und von Gastautoren, die z. T. jahrelang in den Institutionen mit der Fabrik beschäftigt waren und nun Grußworte verfassten.
„Es zeigt sich für mich in eindrucksvoller Weise, wie Stadterneuerung, die in den Händen der Bewohner liegt, funktioniert, wie ihre Ziele und ihre Arbeit in der Tat die Stadt erneuert, mit der vorhandenen Bausubstanz, mit wenigen behutsamen und notwendigen Eingriffen.“
„Sanft aber nachdrücklich im Auftreten fanden die Regenbogenleute zunächst Zustimmung in der unmittelbaren Nachbarschaft, […] schließlich auch in der Bezirksverordnetenversammlung, in den verschiedenen Stellen im Bezirksamt sowie den Senatsverwaltungen und schließlich 1985 im Abgeordnetenhaus mit dem Beschluss zum ‚langfristigen und umfassenden Erhalt der Regenbogenfabrik.‘“
„Die ‚Regelverstöße‘ der nicht legalen, wohl aber legitimen Hausbesetzungen, erwiesen – – über den Wohnbereich hinaus – als segensreich.“
„Es muss aber in der Regenbogenfabrik Menschen geben (und einige glaube ich zu kennen), die dieses Regenbogenphänomen nicht nur aushalten, sondern sich ihrem Reifungsprozess täglich stellen, ohne der Faszination des Abenteuers verlustig zu gehen …“
„Das Besondere damals: Ihr wart von Anfang an offen und aktiv auch für die Interessen der Nachbarschaft und bleibt gesprächsbereit für jeden, auch den politischen Gegner. Das hat Euch viele Sympathien partei- und verwaltungsübergreifend eingebracht.“
„Viele der 1981 noch illusorisch klingenden Ideen haben inzwischen Eingang in die Mitte der Gesellschaft gefunden […] – möglicherweise als Anschauungsmaterial für eine künftige Generation, die wieder den Aufbruch ins Ungewisse wagt […]“
„… die bis heute bestehende Ungewissheit im Umgang mit den Hinterlassenschaften des früheren Eigentümers, der chemischen Fabrik Carl & Co., sollten wir gemeinsam auch noch hinbekommen.“
Fazit: „Wir haben keine Revolution geschafft, aber Freiräume geschaffen und zumindest sozialpolitische und wohnungspolitische Denkanstösse gegeben.“
 2011
2011 begann eine neue Diskussion: Nun ging es darum, ob die Fabrik noch berechtigt sein kann, ihre ‚Ökonomie‘ mit Hostel, Küche & Kantine und Café als gemeinnütziger Verein zu regeln: Die Erbbaurechts-Verhandlungen mit dem Berliner Senat standen bevor. Manche Bereiche sind lukrativ, andere müssen bezuschusst werden – es geht „immer schon um ‚solidarische Ökonomie‘, denn die Regenbogenfabrik war ‚nie ein reines Sozialprojekt, es geht um eine Mischung‘, sagt Christine Ziegler: ‚Momentan hangeln wir uns von einer Finanzierung zur andern.‘“
Am 5. Dezember 2011 wurde ein Erbbaurechtsvertrag mit dem Land Berlin mit einer Laufzeit von 30 Jahren abgeschlossen.
2012 – Umstrukturierung der wirtschaftlichen Grundlage
„Es wird immer schwieriger, unter diesem [finanziellen] Druck in kollektiven Strukturen zu arbeiten, so dass interne Konflikte zunehmen und positive Projekt-Entwicklungen erschweren. Dennoch glauben wir an eine Zukunft für die nächsten Jahre auf der Basis unserer Grundprinzipien, gehen aber auch davon aus, dass hierfür etliche Umstrukturierungsprozesse (z. B. Im Hinblick auf mehr Effizienz in der Arbeitsorganisation) erforderlich sein werden.“ (Anette Schill im Interview mit ITKAM, Dezember 2012)
„Und nun arbeiten wir daran, die Fabrik für die nächste Generation fit zu machen. Wie geht das unter Erhalt der bisher hochgehaltenen Werte, wie geht das gleichberechtigt und basisdemokratisch? Wie lernen wir das solidarische Wirtschaften? Wir tun es eben.“

## Integration
Heute ist die Regenbogenfabrik ein selbstverständlicher Bestandteil lokaler Infrastruktur: „Ungezählte Begrünungs-, Renovierungs- und Bebauungsdurchläufe haben den Ort Zug um Zug das Gesicht eines Gartenhofes abgerungen, der zwar nie ganz fertig zu werden scheint, aber als Spielplatz und Arbeitsstätte, nachbarschaftlicher Treff und Festlokalität seinen festen Platz in dem Kiez am südlichen Rand Kreuzbergs gefunden hat.“ und darüber hinaus Teil Berliner Kinokultur und als Hostel auch im Blickfeld vor allem jugendlicher Besucher und Neuankömmlinge aus aller Welt ist.

## Rezeption
Zum 30-jährigen Jubiläum gratuliert selbst die Berliner Morgenpost – in den Besetzerzeiten unter Axel Springer auf der Gegenseite: „Ein bisschen sind die Betreiber der Regenbogenfabrik wohl selbst überrascht, dass sie den 30. Geburtstag feiern können – zu oft stand das alternative Projekt auf dem Hinterhof an der Lausitzer Straße immer wieder einmal auf der Kippe.“
Der Tagesspiegel schrieb zum 40-jährigen Bestehen das besetzte Fabrikgelände habe sich „in den vergangenen vierzig Jahren zu einem der erfolgreichsten und nachhaltigsten Wohn- und Lebensprojekte der inzwischen wiedervereinten Stadt entwickelt.“